# Ревучий
Ревучий — упразднённый посёлок в Нижнеингашском районе Красноярского края. Входил в состав Канифольнинского сельсовета. Упразднена в 2021 г.

## География
Посёлок находится в восточной части края, в пределах таёжной лесорастительной зоны, при железнодорожной линии Решоты — Карабула, на расстоянии приблизительно 53 километров (по прямой) к северо-востоку от Нижнего Ингаша, административного центра района. Абсолютная высота — 230 метров над уровнем моря.
Климат
Климат характеризуется как резко континентальный, с продолжительной морозной малоснежной зимой и коротким жарким летом. Зима продолжается в течение 6-7 месяцев. Абсолютный минимум температуры воздуха составляет −51 °C (по данным метеостанции г. Канска). Продолжительность периода с температурой более 10˚С составляет 100—110 дней. Среднегодовое количество атмосферных осадков составляет 484 мм.

## Население
| 1989 | 2002 | 2010 |
| ---- | ---- | ---- |
| 29   | ↘4   | ↘0   |